# Industrial Areas Foundation
Die Industrial Areas Foundation (IAF) ist der Dachverband von Bürgerorganisationen in den USA, die nach der Methode des Community Organizing arbeiten. Sitz der Organisation ist Chicago.

## Entstehung
Die Industrial Areas Foundation (IAF) wurde 1939 von Saul Alinsky, dem Weihbischof der katholischen Erzdiözese Chicagos Bernhard J. Sheil, Marshall Field III., Kathryn Lewis und Joseph Meegan in Chicago gegründet. Ziel war die Professionalisierung des Community Organizing, dass zuvor von Alinsky im Zusammenhang mit dem Back of the Yards Neighborhood Council entwickelt worden war. Die IAF sollte als Beratungs- und Koordinierungsstelle die Arbeit der Bürgerorganisationen unterstützen, die in den Ghettos der nordamerikanischen Großstädte aktiv waren. Die IAF diente darüber hinaus dazu, Alinsky finanziell abzusichern, um ihm zu ermöglichen, die Methode, die er im Back of the Yards-Viertel angewandt hatte, an anderen Orten zu wiederholen. Unter Industrial Areas sind Urban Areas zu verstehen. Der Name der Stiftung ist somit als ein Bekenntnis zum Urbanism as a Way of Life nach Georg Simmel und Louis Wirth zu verstehen.
1968 wurde die IAF zu einem Trainingszentrum für hauptamtliche Organizer umgewandelt. Ziel war es, in einem 15-monatigen Kurs jährlich bis zu 25 Organizer zu schulen und somit sicherzustellen, dass Alinskys Methode weite Verbreitung finden konnte. Finanziert wurden die Schüler über ein Stipendienprogramm des Autoteileherstellers Midas Muffler Corporation. Das 15-monatige Training wurde nur wenige Jahre später auf vier Monate verkürzt, da Alinsky zur Überzeugung gelang, dass die angehenden Organizer mehr Praxiserfahrung anstelle von Theoriekenntnissen benötigten.

## Modern IAF
Als Alinsky im Jahre 1972 unerwartet an einem Herzinfarkt starb, übernahm sein Schüler und langjähriger Mitarbeiter Edward T. Chambers die Leitung der Industrial Areas Foundation. Unter seiner Leitung wurde die IAF in eine Dachorganisation von Bürgerorganisationen, die nach Alinskys Methode arbeiten, umgewandelt. Heute umfasst das Netzwerk der so genannten „modern IAF“ 57 assoziierte lokale Organisationen in 21 Bundesstaaten der USA, in Kanada, Großbritannien und in Deutschland. Die Mitgliedsorganisationen sind vertraglich an die IAF gebunden und erhalten für den zu leistenden Mitgliederbeitrag als Gegenleistung die Unterstützung durch einen professionellen Organizer, Beratung sowie Trainingsangebote. Anstelle des Ausbildungslehrgangs für professionelle Organizer, können Interessenten sich auf einen mehrjährigen Ausbildungsplatz bei der IAF bewerben. Darüber hinaus bietet die IAF drei Mal jährlich so genannte „10-day Trainings“ an, die hauptsächlich an die ehrenamtliche Leitungsebene der lokalen Bürgerorganisationen adressiert ist. Sie sollen dazu dienen, die Wirkungsweise der Methode Alinskys unter den lokalen Aktivisten zu vermitteln und sie somit bei ihrem Versuch, sich zu organisieren, unterstützen. Die moderne IAF versteht sich als überparteilich, multi-ethnisch, interkonfessionell und interkulturell, betont die Gleichstellung von Mann und Frau und die der unterschiedlichen sozialen Schichten. Allerdings haben Vertreter der jüngeren Generation von IAF-Organizern die christlichen Kirchen stärker in die Arbeit ihrer lokalen Organisationen einbezogen als es Saul Alinsky tat, der die Kirchen vornehmlich als Geldquelle und Multiplikator ansah. Dies hat dazu geführt, dass seither die IAF häufig als Church-Based Organisation (CBO) in der Öffentlichkeit wahrgenommen wird.